# Jekaterina Warlamowna Werulaschwili
Jekaterina Warlamowna Werulaschwili (georgisch ეკატერინე ასული ვარლამ ვერულაშვილი; russisch Екатерина Варламовна Верулашвили; * 27. Juli 1917; † 29. September 1973) war eine sowjetische Theater- und Film-Schauspielerin.

## Leben und Leistungen
Werulaschwili ließ sich bis 1940 am Tifliser Theaterinstitut, das dem Rustaweli-Theater angeschlossen war, zur Schauspielerin ausbilden und trat danach bis 1942 am Dramatheater L. „Meschischwili“ in Kutaissi auf. Im selben Jahr meldete sie sich freiwillig zum Kriegsdienst und wurde der Luftverteidigung zugeteilt. Sie konnte ihre Schauspiellaufbahn parallel dazu fortsetzen und trat in verschiedenen Theatern in Chaschuri, Gori und Teslawi auf. 1956 erhielt Werulaschwili ein Engagement beim Akademischen Theater „K. Marjanischwili“ in Tiflis.
Zum Film kam die dunkelhaarige Darstellerin 1958 durch eine kleine Nebenrolle in dem Drama Чужие дети (Tschuschije deti). Sie trat 24 mal vor der Kamera in Erscheinung, überwiegend in Produktionen des Studios Grusija-Film. Werulaschwili spielte häufig die Rolle der resoluten, aber auch humorvollen Frau und Mutter. Einer der wenigen ihrer Filme, der auch international gezeigt wurde, war die Märchenadaption Aladins Wunderlampe (1967), in der sie die Mutter des Titelhelden verkörperte. In Я, бабушка, Илико и Илларион (Ja, babuschka, Iliko i Illarion, 1962) arbeitete Werulaschwili mit dem preisgekrönten Regisseur Tengis Abuladse zusammen. Weiter nennenswerte Werke waren Под одним небом (Pod odnim nebom, 1961), Встреча с прошлым (Wstretscha s proschlym, 1966), Das Gastmahl der Rose (1968) und Хатабала (Chatabala, 1971). Ihr letztes Engagement hatte sie als Miss Watson in der Huckleberry Finn-Verfilmung Совсем пропащий (Sowsem propaschtschi, 1973).
Werulaschwili war Trägerin der Titel Verdiente Künstlerin der Georgischen SSR (1966) und Volkskünstlerin Georgiens.

## Filmografie (Auswahl)
- 1964: Über die Kunst zu heiraten (Swadba) (Kurzfilm)
- 1965: Wer reitet auf dem Pferd? (Kto osedlajet konja)
- 1967: Bald kommt der Frühling (Skoro pridjot wesna)
- 1967: Aladins Wunderlampe (Wolschebnaja lampa Aladdina)
- 1968: Das Gastmahl der Rose (Ne gorjui)